# الثنائية الجندرية
الثنائية الجندرية تصنيف للهوية الجندرية أو النوع الاجتماعي يستند على النظام الاجتماعي أو المعتقد الثقافي، ويقسمها إلى شكلين، متعارضين، ومنفصلين بصفة تامة هما المذكر والمؤنث.
في هذا النموذج الثنائي، قد يتم افتراض جنس وهوية الشخص وتوجهه الجنسي ليكون مطابقا لجنسه المحدد عند الولادة. فمثلا عندما يكون المولود حاملا لأعضاء جنسية ذكرية، وحسب الثنائية الجندرية، قد يتم افتراض أنه ذكر وأنه سوف مظهرا وسمات شخصية وسلوكا ذكوريًا إضافة إلى انجذابه الجنسي للإناث. قد تشمل هذه الافتراضات أيضا نوع الملابس والأسماء و الضمائر أو الاستراحة المفضلة والاهتمامات و غيرها من الصفات وعناصر الحياة اليومية. قد تعزز هذه التوقعات المواقف السلبية والتمييز تجاه الأشخاص الذين يظهرون هوية مختلفة أو غير عدم مطابقة لجنسهم الذي حدد عند ولادتهم.

## الجوانب العامة
يصف مصطلح الثنائية الجندرية النظام الذي يحدد فيه المجتمع أفراده بواحدة من مجموعتين من الأدوار الجندرية، والهويات الجندرية، والصفات بناءً على نوع الأعضاء التناسلية. تتضمن ممارسة الثنائية الجندرية على الأشخاص الذين يولدون بأعضاء تقع خارج نظام التصنيف هذا (الأشخاص ثنائيي الجنس)، جراحة إعادة تعيين النوع الاجتماعي القسرية. يُعيّن ثنائيو الجنس تشريحيًا إما ذكورًا أو إناثًا، على الرغم من أن هويتهم الجنسية الفطرية قد تختلف عن ذلك التعيين. تركز الثنائية الجندرية في المقام الأول على هوية الفرد الفطرية مهما كانت سمات الأفراد التشريحية.
تعتبر الأدوار الجندرية جانبًا هامًا من الثنائية الجندرية. تشكل الأدوار الجندرية تجارب حياة الأشخاص، وتحد منها، وتؤثر على جوانب التعبير عن الذات ابتداءً من خيارات الملابس وصولًا إلى المهنة. يمتلك معظم الناس خصائص نفسية أنثوية وذكورية. تتأثر الأدوار الجندرية التقليدية بوسائل الإعلام، والدين، ونظام التعليم السائد، والأنظمة السياسية، والأنظمة الثقافية، والأنظمة الاجتماعية. تتصرف الأديان الرئيسية وتحديدًا المسيحية والإسلام، كسلطات مسؤولة عن الأدوار الجندرية، إذ يملي الإسلام على أتباعه أن الأمهات هنّ مقدمات الرعاية الأساسيات لأطفالهن كمثال، ولا تعيّن الكنيسة الكاثوليكية -أكبر طائفة مسيحية- الرجال ككهنة إلا إذا كانوا بهوية جندرية معيارية. تدعم المسيحية التزامها بالثنائية الجندرية من خلال سفر التكوين في الكتاب المقدس، إذ جاء في الآية 27: «فخلَقَ اللهُ الإنسان على صورَتِه، على صورةِ اللهِ خلَقَ البشَرَ، ذَكَرًا وأُنثى خلَقَهُم».
تمنع اليهودية الأرثوذكسية تعيين النساء كحاخامات وخدمتهن كمتدينات في جماعاتهن.
يُضفى الطابع الجندري في اللغة الإنجليزية على بعض الأسماء (مثل صبي)، والألقاب الشرفية (مثل آنسة)، والألقاب المهنية (مثل ممثلة)، والضمائر (مثل هي، له)، وتُجعل ضمن ثنائية ذكر/ أنثى. يتعرف الأطفال الناشئون في بيئات ناطقة باللغة الإنجليزية (أو أي لغة أُضفي عليها الطابع الجندري) على النوع الاجتماعي باعتباره فئة ثنائية. وجدت الدراسات أن استخدام البالغين للثنائية الجندرية لتصنيف الأفراد بوضوح (حمامات «الفتيان» و«الفتيات» وكذلك فرق كرة القاعدة) بدلًا من استخدام المؤشرات الجندرية، يسبب تحيزًا قائمًا على النوع الاجتماعي، عند الأطفال الذين يتعلمون اللغة الإنجليزية كلغة أساسية في الولايات المتحدة.
يفسّر الافتراض الثقافي طويل العهد بأن ثنائية ذكر-أنثى «طبيعية وغير قابلة للتغير» بشكل جزئي، ثبات الأنظمة الأبوية وامتياز الذكور في المجتمع الحديث، وفقا لتوماس كيث في كتاب الذكورية في الثقافة الأمريكية المعاصرة.

## التنشئة الاجتماعية في الولايات المتحدة
بينت إحدى الدراسات عن الأطفال في الولايات المتحدة عدم إمكانية الأطفال على اكتشاف النوع الاجتماعي للأطفال الآخرين إلا عند وجود «مؤشرات نمطية ثقافية لنوعهم الاجتماعي»، بما في ذلك تصفيفات الشعر والماكياج والملابس. كان عدم الامتثال للجنس المعيّن عند الولادة في الأماكن العامة غير قانونيًا طوال تاريخ الولايات المتحدة، حتى حدوث أعمال شغب ستونوول، وجادل هايد وزملاؤه أن النوع الاجتماعي مميز بوضوح، إذ يصبح بارز نفسيًا بشكل غير طبيعي.